# 杨温
楊温（？—？），字明籀，隋朝宗室，隋文帝二弟楊瓚之子。
隋文帝开皇十一年（591年）其父穆王杨瓒被文帝猜忌后暴卒，开皇十三年（593年）长兄楊綸继承滕王爵位。隋炀帝大业元年（605年），有人告楊綸怨恨诅咒皇帝，隋炀帝将楊綸除名为民，流放到始安郡（今广西桂林市）。杨温的二哥竟陵郡公杨坦，字文籀，流放到长沙郡（今湖南省长沙市）。三哥杨猛，字武籀，流放到衡山郡（今湖南省衡阳市）。杨温和弟弟杨诜流放到零陵郡（今湖南省永州市）。杨温好学，会作文章，既而作《零陵賦》以寄托自己的思想，寄托哀思。隋炀帝见到大怒，把他转而流放南海郡（今广东省广州市）。